# Singa lawrencei
Singa lawrencei är en spindelart som först beskrevs av Roger de Lessert 1930.  Singa lawrencei ingår i släktet Singa och familjen hjulspindlar.
Artens utbredningsområde är Kongo. Inga underarter finns listade i Catalogue of Life.